# القصير (سوريا)
مدينة القصير مركز منطقة القصير إحدى المدن في محافظة حمص في سوريا. تتميز بمساحتها الكبيرة، وقربها من نهر العاصي، واحتوائها على مختلف أنواع النشاطات الزراعية والصناعية والتجارية، وكثرة القرى التابعة إدارياً لهذه المدينة، شهدت منطقة القصير معركة قادش الثانية بين الفراعنة والحثيين والتي وقع بموجبها أول معاهدة سلام موثقة في التاريخ، ويعود نشوء المدينة الحديثة إلى القرن الثامن عشر، وفي السابق كان موقع المدينة على نهر العاصي إلا أن الأمراض والأوبئة أجبرت السكان إلى الابتعاد نحو الداخل، يوجد في منطقة القصير ثلاث طواحين مائية تعود للعهد البيزنطي الأول، ويمر في مدينة القصير خط حديد الحجاز وتوجد فيها محطة كانت إحدى أهم المحطات على خط (رياق-حلب)، ويعد موقع القصير على طريق حمص-بعلبك الدولي استراتيجياً ومنح المدينة أهمية مضاعفة لربطها البقاع اللبناني بمحافظة حمص وسط سوريا عبر معبر جوسية، أنشئ مجلس بلدية القصير في العام 1919 بعهد الحكومة العربية الأولى خلال الحكم الفيصلي.

## جغرافياً
تبعد هذه المدينة عن مدينة حمص غربا حوالي 35 كم، وعن الحدود اللبنانية 15 كم، وهي في أغلبها أرض سهلية لا تتخللها ارتفاعات كثيرة، والقسم الأكبر من أراضيها هي أراض مروية، تتغذى من مياه نهر العاصي، وهناك قسم آخر «بعلي» لا تصل إليه مياه النهر. وفي منطقة القصير عدد من الينابيع منها عين التنور -أحد أهم الينابيع في المنطقة-، وعين الساخنة وعين السمك وعين الدمامل، وفي المنطقة عدد من محطات معالجة مياه الشرب التي تغذي أغلب مناطق محاقظتي حمص وحماة، وتعد صلة الوصل بين الريف اللبناني الشمالي ومحافظة حمص، وازدهرت هذه المنطقة بسبب النشاط التجاري بين السكان في مناطق شمال لبنان والسكان في المناطق المقابلة من الحدود السورية وضعف التبادل التجاري إبان الأحداث السورية التي بدأت عام 2011م.
وفي المنطقة تل قادش في موقع مدينة قادش الأثرية.
يمر في المدينة أيضاً وادي ربيعة الذي يبدأ في جبال القلمون وينتهي إلى نهر العاصي.

## تاريخيا
تعتبر منطقة القصير عموماً من المناطق الغنية بالآثار ما يدل على قدمها، رغم أنها شهدت انقطاعاً خلال فترة الحروب الصليبية، وأقدم ذكر موثّق للمنطقة يعود إلى الألف الثانية قبل الميلاد، وتحديداً في العام 1274م عندما حدثت معركة قادش بين الإمبراطوريتين المصرية والحثية، والتي انتهت بتوقيع توقيع معاهدة سلام مصرية حيثية رسمية في عام 1258 قبل الميلاد بين المصريين والحيثيين. تم نقش المعاهدة على لوح من الفضة، ووصل الينا منها نسخة من الطين نجا في العاصمة الحيثية حاتوسا حتوساس الموجودة جغرافيا في تركيا الحديثة، ومعروضة في متحف الآثار في إسطنبول. وهناك نسخة طبق الاصل لمعاهدة قادش معلقة في المقر الدائم للأمم المتحدة كأول معاهدة سلام مكتوبة وموثقة في التاريخ. النسخ الحيثية منقوشة على ألواح الطين والنسخ المصرية مكتوبة على أوراق البردي.

### القصير في العصور الوسطى
وفي العصور التالية انحسرت أهمية المنطقة خصوصاً مع صعود نجم مدينة حمص (إيميسا) خلال العهدين الروماني ثم البيزنطي، وخلال الفتوح الإسلامية ببلاد الشام خاض الصحابي خالد بن الوليد معركة فيها قبيل فتح مدينة حمص.

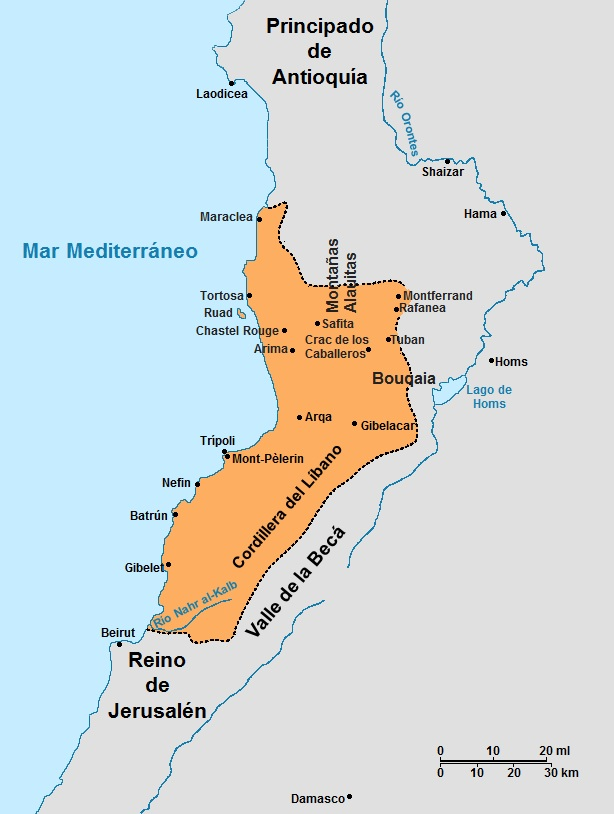
كونتية طرابلس الصليبية

وظلت من أعمال حمص طيلة فترة الحكم الإسلامي وصولاً إلى فترة الحروب الصليبية، حين أصبحت المنطقة الممتدة من سهل البقاع جنوباً وحتى مدينة حمص شمالاً خالية من السكان تقريباً بسبب الحروب والمعارك المستمرة بين المسلمين والصليبيين حيث مثّل نهر العاصي في منطقة القصير الحد الفاصل بين كونتية طرابلس الصليبية وولاية حمص.
ومع حلول العهد المملوكي ظهرت القصير في كتب الآثاريين بمسماها الحالي، وأقدم ذكر ورد في كتاب «صبح الأعشى في صناعة الإنشا» للقلقشندي المتوفي عام 1418م، الذي تولى منصب ديوان الإنشاء في عهد السلطان الظاهر برقوق، وجاء فيه ما يلي:
"القصير قرية تقع إلى الجنوب الغربي من حمص (بمسافة 30 كم) تسلّمها الظاهر بيبرس سنة 666 للهجرة/1268 للميلاد، كانت تشكل المنزل الأول لمن يريد حمص من جهة دمشق، وإحدى محطات البريد المتفرعة من بعلبك وطرابلس".
وتشير المصادر التاريخية إلى أن الظاهر بيبرس بنى فيها وفي قرية قادش (تل النبي مندو) مسجدين، إلا أن هذين المسجدين غير معروفي الموقع حالياً، ويعتبران من ضمن المواقع الأثرية المفقودة في المنطقة، التي لم يسبق أن شهدت عمليات تنقيب جدية عن الآثار فيها، رغم أهميتها الجغرافية والتاريخية.
وذكرها بدر الدين العيني المتوفى عام 855 هـ 1451م في كتابه عقود الجمان في علم المعاني والبيان، وأورد الآتي:
"الملك الناصر يوسف صاحب حلب قبض على الملك الناصر داود ابن المعظم وحبسه في حمص، وذلك أنه كان قد قدم دمشق في خدمة الناصر يوسف، فبلغه عنه ما أوجب القبض عليه، فقبض عليه وسيَّره إلى حمص تحت الاحتياط، فاعتقل في قلعتها، وكان قد وعده وعوداً جميلة فلم يُنجز له منها شيئاً، فلما أيس منه طلب منه دستوراً ليمضى إلى بغداد، فأعطاه الدستور، فلما خرج إلى القُصَيْر قبض عليه في مستهلّ شعبان من هذه السنة، ووصل حريمه وأولاده من مصر، وكان له عشرة أولاد ذكورا وثلاث بنات، فأنزلوا في دمشق."
واسم «القصير» اساس الاسم تصغير لكلمة قصر (فأصبحت القصير) مثل عمر (عمير)، وتقول الرواية الشعبية إن ذلك القصر تعود ملكيته إلى عائلة «مردم بك» وليس ما حوله حيث كان يعمل بداخله ال عوض بالحصة وال الخطيب، بينما كانت هذه المنطقة السهلية مرتعاً للحيوانات البرية وأهمها الغزلان، وتوجد في مدينة القصير منطقة منخفضة معروفة باسم «جورة الغزلان» كانت تتجمع فيها مياه الأمطار وتشرب منها الغزلان.

### القصير في التاريخ الحديث
وكانت «القصير» عبر التاريخ سيدة نفسها، فهي لم تكن يوماً من الأيام خاضعة للإقطاع، كبقية القرى التي حولها، والتي كانت بأغلبها تعود ملكيتها إلى عائلة واحدة أو عائلتين. فأهالي بلدة «القصير» كانوا متملّكين لأراضيهم منذ بداية تاريخهم، وهم يعملون بأنفسهم فيها. وكانت بداية هذه البلدة من خلال مرور نهر «العاصي» على مسافة قريبة منها، مما جعل الناس يرغبون السكن فيها طلباً للمعيشة، ومنذ نشوئها لم يتغير فيها شيء إلاً اتساعها.

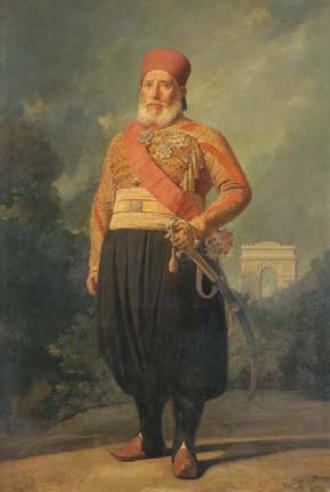
ابراهيم باشا قائد الحملة المصرية في سوريا

واستضافت عبر التاريخ العديد من الأمراء والملوك، ومن أهمهم حملة «محمد علي باشا» إلى بلاد الشام بقيادة ابنه «إبراهيم باشا» ولكن هذا لم يكن إلّا مجرّد استضافة. وما يزال هناك العديد من العائلات التي بقيت في «القصير» إثر الحملة المصرية إلى بلاد الشام بسبب حبهم لهذه البلدة.
وفي كتابه "إبراهيم باشا في سوريا" يقول الكاتب والصحفي اللبناني «سليمان أبو عز الدين» (1871م - 1933م) إن منطقة القصير شهدت معركة هامة بين الجيش المصري بقيادة إبراهيم باشا والجيش العثماني بقيادة عثمان باشا عام 1832م وانتهت بهزيمة العثمانيين، حيث انسحب عثمان باشا إلى مدينة حماة، وتعرف هذه المعركة باسم "معركة الزرّاعة" نسبةً إلى قرية الزراعة الواقعة جنوبي مدينة القصير 3كم.
كما تم إنشاء أول مدرسة خاصة بالقصير إلى عام 1842 تعود ملكيتها إلى محمد إبراهيم سلّام (جدا ال المصري)، وفي أحداث 1860 في دمشق ولبنان لجأ إلى القصير العديد من العائلات المسيحية مثل آل كاسوحة وآل بطيخ وآل حداد وغيرهم، وتعد مدينة القصير المنطقة الوحيدة التي لم يجبر فيها اللاجئون على تغيير دينهم إضافة لعدم حدوث فيها عمليات قتل برغم موقعها القريب من جبل لبنان والقلمون، وبذلك لم تشهد المدينة موجة هجرة كالتي شهدتها تلك المناطق.
انتُخب أول مجلس بلدية في مدينة القصير بالعام 1919 خلال الحكومة العربية الأولى في العهد الفيصلي رغم أن بلديتها سبق إنشاؤها أواخر العهد العثماني، وخلال فترة الانتداب الفرنسي أنشئ مخفر ومطار شراعي في المدينة، وحارب أهل المدينة الانتداب خلال الثورة السورية الكبرى، وشهدت مدينة القصير خلال القرن العشرين ازديداً كبيراً في عدد سكانها، لكن سرعان ما وضعت الحرب حداً لذلك الازدياد.

### الثورة السورية ضد نظام الاسد الاستبدادي 2011–2013
شارك بعض سكان القصير في الحرب الأهلية السورية للفترة 2011–2013 ضد حكومة الرئيس بشار الأسد. أصبحت البلدة الوجهة لعدد من المنشقين عن الجيش السوري. وفي الفترة ما بين بداية التمرد في أبريل 2011 و13 فبراير 2012، قتل ما لا يقل عن 70 شخصا. ومنذ نوفمبر 2011، حاصر الجيش القصير. وفي 13 فبراير، استولى ما يقرب من 400 من جنود الجيش وأفراد الميليشيات الموالية للحكومة على المستشفى الرئيسي في المدينة والقاعة البلدية. وأفيد بأن عددا من القناصة الموالين للحكومة في المدينة يضعون الحياة اليومية في طريق مسدود، وقد أنشأ الجيش السوري الحر المعارض قاعدة في المدينة.
وأنشأ سكان القصير لجنة محلية للمدنيين لمنع الصراعات بين الأديان في المدينة. وفي الفترة من 7 إلى 9 فبراير، قام الجيش السوري الحر بخطف عريف مسيحي في الجيش السوري كان يشتبه في أنه يتعاون مع القوات الحكومية وقامت أسرته بتشغيل نقطة تفتيش غير رسمية خارج القصير لمضايقة السكان المناهضين للحكومة. وبعد ذلك، قام سكان من الموالين للحكومة باختطاف ستة مسلمين سنة من المدينة، مما أسفر عن مقتل شخص واحد. وقامت مجموعة من الغوغاء المحليين في وقت لاحق باختطاف 20 مسيحيا. وأفرج عنهم جميعا في صفقة تبادل بوساطة لجنة المدنيين المحليين التي نصت أيضا على نفي العريف وأسرته من القصير. وفي 13 فبراير، أغار الجيش السوري الحر على مقر الاستخبارات في المدينة واستولى عليه، مما أسفر عن مقتل خمسة من عملاء الاستخبارات العسكرية في هذه العملية. وفي يونيو 2012 أمر القائد العسكري للمعارضة المسلحة، عبد السلام حربا، الآلاف الباقية من عشرة آلاف مسيحي بمغادرة القصير.
تم إرسال اربع دبابات إلى المدينة بعد ذلك. بيد أن إحدى الدبابات انشقت إلى المعارضة إلى جانب 30 جنديا. تمكنت الدبابة المنشقة من تدمير الدبابات الثلاث الأخرى، مما أسفر عن مقتل 20 من جنود الحكومة، وفقا للمتمردين المحليين. ثم استولى الجيش السوري الحر على قاعة البلدية والمستشفى، وركز على مواقع حكومية أخرى. وفي 25 فبراير، سيطر الجيش السوري الحر على البلدة بأكملها. وبما أن الحكومة لم ترسل أي تعزيزات إضافية، فقد فر الـ80 جنديًا الباقين من الحكومة من مواقعهم في القصير.
في 20 أبريل 2012، قام عبد الغني جوهر، وهو خبير في المتفجرات وقائد جماعة فتح الإسلام، بتفجير نفسه بطريق الخطأ في القصير أثناء قيامه بإعداد العبوات الناسفة. وكان مطلوبا في لبنان لـ200 حالة من حالات القتل والاغتيالات ومحاولات الاغتيال وهجمات بالمتفجرات. في 9 يوليو، ذكرت قناة الجزيرة أن الجيش السوري الحر سيطر على قاعة المدينة، التي كانت بمثابة مركز القيادة الرئيسي للقوات السورية في المنطقة، وهدمها لمنع الحكومة السورية من استعادة السيطرة عليها. وأُفيد في وقت لاحق أن الجيش السوري الحر سيطر على المدينة بأكملها باستثناء بضع نقاط تفتيش ومستشفى المدينة الرئيسي.
في 4 أبريل 2013، شن الجيش السوري بمساعدة كبيرة جدا من ميليشيات حزب الله اللبناني هجوماً على القصير، بهدف الاستيلاء على جميع القرى المحيطة بالبلدة التي يسيطر عليها المتمردون وأخيراً البلدة نفسها. تعتبر منطقة القصير ذات أهمية إستراتيجية لأنها تقع بين العاصمة وساحل البحر المتوسط وهي قريبة من الحدود اللبنانية.
في 19 مايو 2013، حاول الجيش السوري استعادة القصير. اعتبارا من مايو 2013، ما زال أكثر من 25,000 مدني يعيشون في المدينة. في أوائل يونيو 2013، استعاد الجيش السوري السيطرة على 50% من المدينة، بما في ذلك قاعدة القصير الجوية العسكرية الاستراتيجية.
في 5 يونيو 2013، استعاد الجيش السوري بمساعدة كبيرة جدا من ميليشيات حزب الله اللبناني السيطرة على القصير، بعد هجوم ليلي سريع، مما سمح لبعض المقاتلين المتمردين بالهروب إلى قرية الضبعة المجاورة. حررت المعارضة السورية بقيادة هيئة تحرير الشام المدينة في 8 ديسمبر 2024.

## النشاط السكاني
عدد سكان المدينة حوالي 42 ألف نسمة، يتبع لها إدارياً أكثر من /40/ قرية، يصلها بمدينة «حمص» طرق المواصلات التي تؤمن لسكان المدينة الاتصال المباشر بباقي القرى، كما كانت قديماً محطة مهمة في خط السكك الحديدية التي كانت تربط سورية بلبنان، من خلال سكة حديد «رياق-حلب». ولكن بعد اندلاع الحرب الأهلية اللبنانية عام توقف العمل بهذا الخط.
تنتج المدينة أنواع مختلفة من المحاصيل الزراعية وذلك بسبب مناخها الذي يساعد على الزراعة، فتقوم «القصير» بإنتاج التفاح والمشمش الذي تمتاز به المنطقة عن المناطق الأخرى، هذا بالنسبة للأشجار المثمرة. أمّا بالنسبة للحبوب فيزرع القمح والشعير أيضاً الذي له ميزاته الخاصة أيضاً، يضاف إليها أشجار الزيتون التي تزرع بمختلف أنواعها، لذلك تجد في «القصير» الكثير من معاصر الزيتون التي تنتج زيت الزيتون النقي والصافي. وفيها مدراس كثيرة أهمها ثانوية عمرالمختار وثانوية غسان إدريس الصناعية وعدة إعداديات ومدارس ابتدائية كثيرة.

## المواقع الأثرية

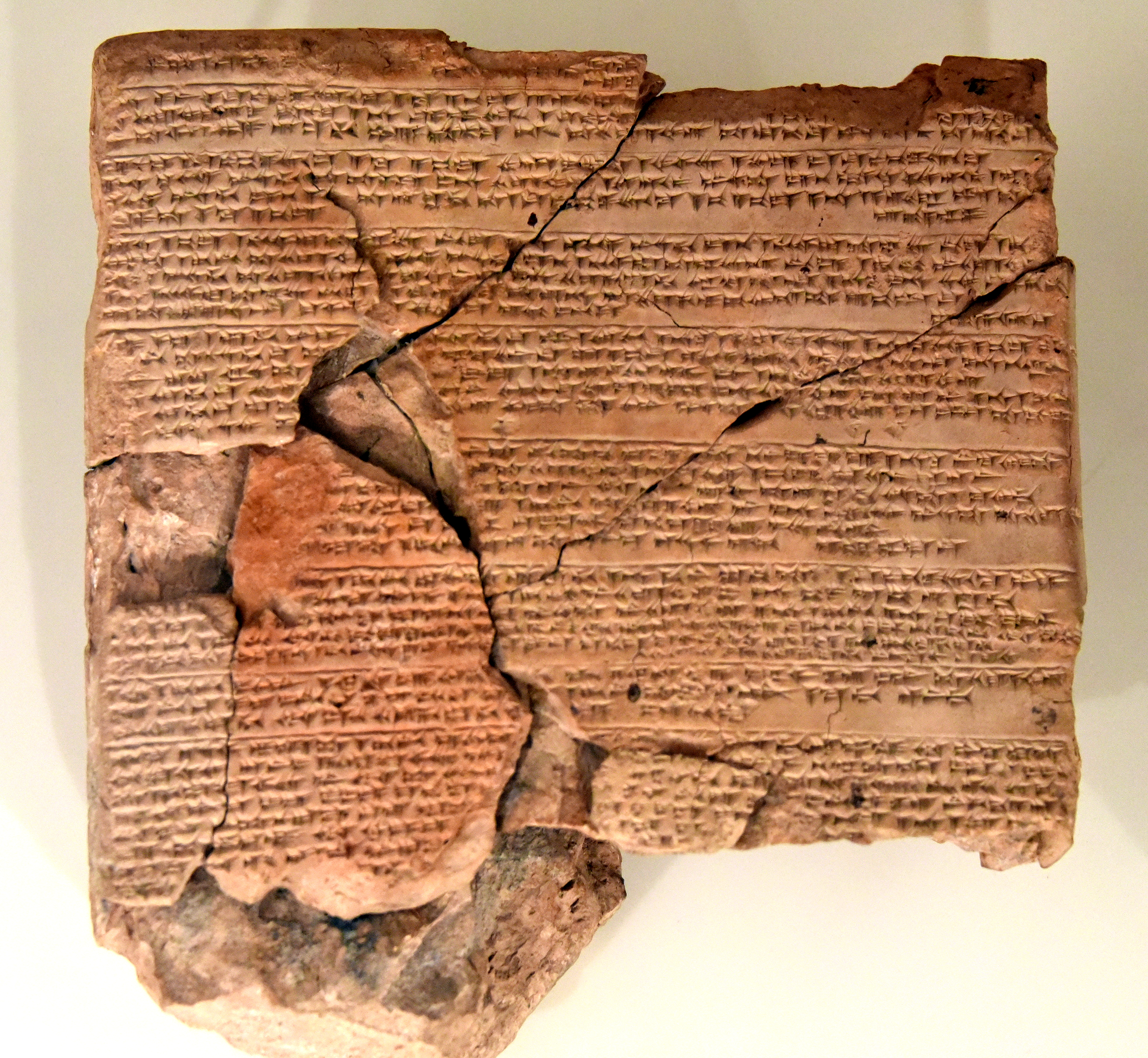
معاهدة السلام بين المصريين والحثيين (القرن الثالث عشر قبل الميلاد) أول معاهدة سلام في التاريخ، متحف برلين الجديد

يوجد في «القصير» العديد من المواقع الأثرية المعروفة منها وغير المعروفة أيضاً. فعلى سبيل المثال هناك طاحونة «أم الرغيف» الرومانية والتي لها تاريخ طويل، وهناك أيضاً «القنطرة» الأثرية المشهورة التي بجانبها وهي أيضاً تعود إلى التاريخ الروماني. وبلدة «جوسيه» الأثرية، وتل النبي مندو أو ما يسمى «قادش» وهي بلدة أثرية قديمة كان لها تاريخ طويل، جرت على أرضها معارك تاريخية وهي الآن خالية من السكان. وحديثاً تم اكتشاف مغارة «زيتا» المليئة بالصواعد والنوازل الرخامية الخلابة التي يرجّح العلماء عمرها إلى أكثر من 80 مليون سنة وقد اكتشفت بأحد مقالع الحجر العائد ل زكريا المرعي أبو طلال أثناء إنشاء السد وهي مغلقة حالياً وإلى جانبها تم إنشاء سد «زيتا» الذي يقوم بخدمة أراضي المنطقة.

كما تشير المصادر التاريخية إلى بعض الأوابد الأثرية غير المكتشفة بعد، ولعل أبرزها "دير باعنتل" الذي ورد ذكره في كتاب "معجم البلدان" الشهير لياقوت الحموي، وجاء فيه:
" (يقع) من جوسية على أقل من ميل، وجوسية من أعمال حمص على مرحلة منها من طريق دمشق، وهو على يسار القاصد لدمشق، وفيه عجائب، منها:

آزج أبواب فيها صور الأنبياء محفورة منقوشة فيها، وهيكل مفروش بالمرمر لا تستقرّ عليه القدم، وصورة مريم في حائط منتصبة كلما ملت إلى ناحية كانت عينها إليك".
ويرى أهل المنطقة أن هذا الدير المذكور في المصادر التاريخية نفسه "دير مار الياس" القائم قرب قرية جوسية جنوبي مدينة القصير 6 كم.